# Bianca Ambrosetti
Bianca Ambrosetti (* 1. März 1914 in Pavia; † 1929 in Modena) war eine italienische Turnerin, die bei den Olympischen Spielen 1928 in Amsterdam die Silbermedaille im Mannschaftsmehrkampf gewann.

## Leben
Die im Jahre 1914 in Pavia, in der südwestlichen Lombardei, geborene Ambrosetti nahm als Mitglied des 12-köpfigen italienischen Damenturnteams an den Olympischen Spielen 1928 in Amsterdam teil, wo sie mit den elf anderen und ebenfalls aus der Provinz Pavia stammenden Mädchen die Silbermedaille im Mannschaftsmehrkampf errang. Während der Olympischen Spiele gehörte sie der italienischen Reserveauswahl an. Bei der Rückkehr nach Italien erhielt jede der zwölf Turnerinnen des sehr jung aufgestellten Teams – die älteste Teilnehmerin war lediglich 16 Jahre alt – als Anerkennung ein Paar Plastikturnschuhe und ein Sparkonto mit 100 Lire. Ambrosetti, die bereits während ihrer Olympiateilnahme an Tuberkulose erkrankt war, starb im darauffolgenden Jahr 15-jährig in Modena. Wie auch ihre elf Teamkolleginnen gehörte sie der 1879 gegründeten und heute noch immer bestehenden Società Ginnastica Pavese an.